# Ottone Győr
Ottone dei Győr (in ungherese Győr nembeli Ottó) o Atha (... – 1066 circa) fu un nobile ungherese che ricoprì la carica di palatino (in latino palatinus) nel 1066, durante il regno di Salomone d'Ungheria.
Fu il capostipite della famiglia nobiliare dei Győr, che esistette fino al XVII secolo.

## Biografia

### Origini

Stemma dei Győr

Le cronache medievali considerano unanimemente i Győr (anche Geur o Jeur) originari della Germania e che giunsero nel regno d'Ungheria nella prima metà dell'XI secolo. La Chronica Picta del XIV secolo non fa riferimento alla famiglia quando descrive le circostanze della fondazione dell'abbazia di Zselicszentjakab da parte di Ottone nel 1061. La maggioranza degli storici, come ad esempio György Györffy, Gyula Kristó ed Erik Fügedi, ha considerato verosimile la teoria dell'origine tedesca. Györffy ha affermato che la famiglia giunse in territorio magiaro all'inizio del regno di Stefano I, il primo re d'Ungheria. Inoltre, l'autore ha ritenuto che il progenitore della discendenza fosse il cavaliere tedesco Győr, che sostenne l'infruttuoso tentativo di affermarsi al potere di Koppány, parente di Stefano, insieme ad altri guerrieri stranieri e si stabilì nell'Ungheria occidentale dopo aver ricevuto dei feudi. Fu forse per questa ragione che il comitato e la diocesi vennero chiamate con il suo nome, appunto Győr (in italiano Giavarino). Lo storico Erik Fügedi ha sostenuto che la stirpe giunse in Ungheria durante il regno di Andrea I (al potere dal 1046 al 1060) e ha inoltre creduto che Győr fosse il progenitore della discendenza. Gyula Kristó ha ritenuto valida la narrazione fornito dalla Chronica Picta, secondo la quale Poth (anche Pot o Pat) sarebbe arrivato in Ungheria sotto Solomone (r. 1063-1074), ma non lo ha ricondotto alla stirpe dei Győr, sostenendo che il suo primo membro noto fu Ottone. Altri storici, tra cui János Karácsonyi ed Elemér Mályusz, hanno rigettato la ricostruzione relativa a un'ascendenza tedesca; il genealogista di fine Ottocento János Karácsonyi non considerava Ottone un membro dell famiglia.
È plausibile che Ottone fosse figlio del cavaliere Győr. Secondo l'atto di fondazione dell'abbazia di Zselicszentjakab, Ottone escluse la sua parentela dall'eredità del monastero e affidò la decisione al re. I termini «cognatus» e «nepos» si riferiscono a parenti lontani, ma in un'altra riga viene citato un certo Alessio, che potrebbe essere il figlio (adottivo) di Ottone. Il documento fu interpolato in numerose occasioni nei secoli successivi; uno scritto del 1257 affermava che Ottone fosse figlio di Győr, forse per rafforzare gli interessi dei parenti di Győr, che a quel tempo erano patroni dell'abbazia di Zselicszentjakab. Tuttavia, la narrazione dell'atto conferma che il padre di Ottone (Győr?) aveva più fratelli e/o figli. Lo storico Norbert C. Tóth ha cercato di riscontrare delle affinità tra l'atto del 1061 e le informazioni testimoniate dalle cronache medievali: egli ha sostenuto che Győr fosse il fratello di Pat (o Pot), antenato del più illustre ramo Győr-Moson (o Óvár), mentre Ottone era un membro del cosiddetto ramo di Somogy (Szenterzsébet, Szentadorján, Szerdahely e Csécsény), che non ebbe grande rilevanza nel XIII secolo, salvo il caso del ramo di Szerdahely, il più influente di tutto. Tóth ha affermato che Pat avesse almeno due figli (cugini di Ottone) in base all'ubicazione e alla separazione dei possedimenti nel Transdanubio.

### Palatino
(Chronica Picta)

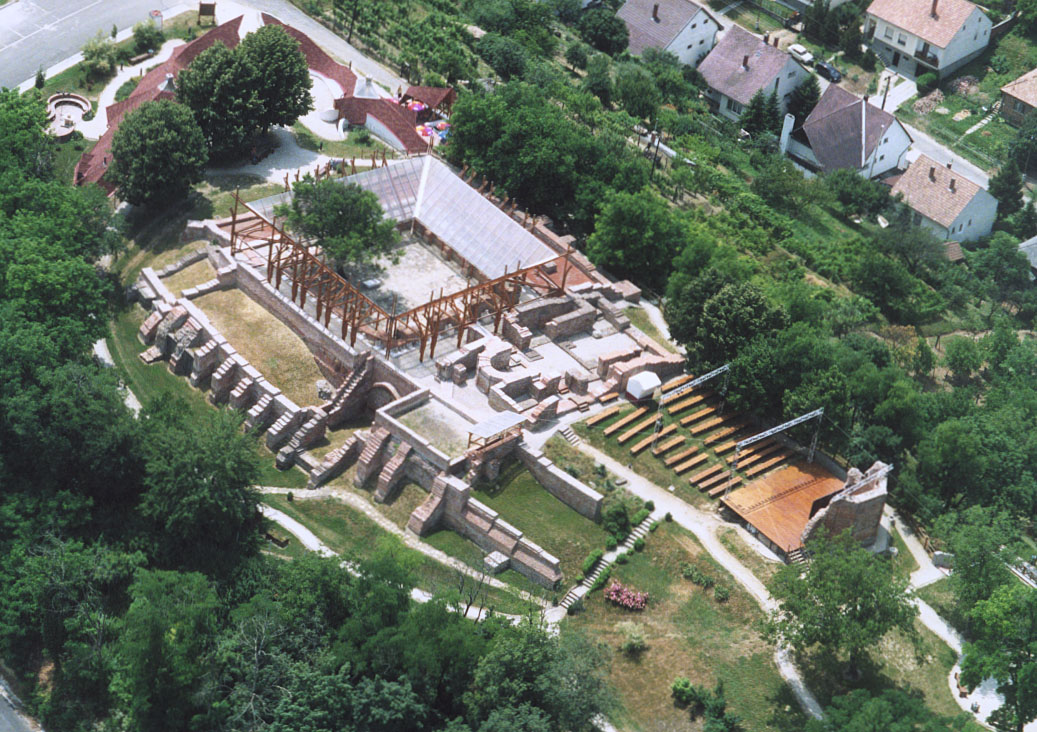
I resti dell'abbazia di Zselicszentjakab nell'odierna Kaposszentjakab

Ottone fu ispán (in latino comes) del comitato di Somogy nel 1061, nella cui regione fondò, sempre nello stesso anno, l'abbazia di Zselicszentjakab, un monastero benedettino. Il monastero fu dedicato all'apostolo Giacomo il Maggiore. L'atto di fondazione del monastero, redatto da Giorgio, vescovo di Vesprimia, è il documento più antico di cui si ha conoscenza realizzato da un nobile nel regno d'Ungheria. Durante il processo, Ottone consegnò all'abbazia benedettina i suoi feudi, insediamenti e castelli inclusivi di 360 servi locali residenti circa, situati nel comitato di Somogy; in precedenza, questi possedimenti gli erano stati concessi forse dal re Andrea I. György Györffy ha sottolineato che le terre appartenevano al defunto pretendente Koppány. I possedimenti ereditati dai Győr nel comitato omonimo rimasero intatti, ad eccezione di Tényő, che Ottone donò anche al monastero.
Sia il re Salomone, sostenuto da Ottone, sia il duca Géza furono presenti alla consacrazione nel 1065 o 1066. Entrambi avevano fatto da poco ritorno da una guerra condotta contro il ducato di Carinzia. In quanto influente confidente di Salomone, Ottone era già stato nominato palatino d'Ungheria in quel periodo. Esistono anche delle ricostruzioni secondo le quali la consacrazione, e di conseguenza l'investitura di Ottone come palatino, avvenne nel 1064, 1067 o 1068. Lo storico Bernát Kumorovitz, fautore della riscoperta dell'atto di Ottone risalente al 1061, ha sostenuto che l'evento si verificò nel 1066, basandosi sulle ricerche di József Gerics, il quale ha ritenuto che questo paragrafo sia l'ultima sezione delle cosiddette Urgesta (in ungherese ősgeszta), la più antica cronaca ungherese di cui si ha conoscenza, a cui poi attinse la Chronica Picta del XIV secolo.
Ottone non ebbe figli legittimi, ma ciò non lo spinse a ripudiare la moglie o il figlio adottivo Alessio. Tuttavia li escluse dall'eredità del monastero e affidò la decisione al re. In seguito, i mecenati dell'abbazia di Zselicszentjakab furono i Szentgyörgyi.